# Зелёная Дубрава (Красноярский край)
Зелёная Дубрава — посёлок в Канском районе Красноярского края. Входит в состав Верх-Амонашенского сельсовета.

## История
Основан в 1932 г. как посёлок 4-го отделения совхоза Канский. В 1976 г. Указом Президиума ВС РСФСР поселок отделения отделения №4 совхоза   «Победитель» переименован в Зелёная Дубрава.

## Население
| 2010 |
| ---- |
| 154  |